# 권혁일
권혁일(1982년 5월 6일 ~ )는 대한민국의 희극 배우이다.

## 출연작

### 방송
- 웃찾사 (SBS)